# Бојан Бањац
Бојан Бањац (Инђија, 24. октобра 1971) бивши је српски је фудбалер. Висок је 178 центиметара, а играо је у везном реду.
Свој професионални ангажман остварио је у Француској, где је током две сезоне наступао за Лил. Његов син, Михајло, такође је фудбалер.